# メアリー・テイラー・ピーボディ・マン

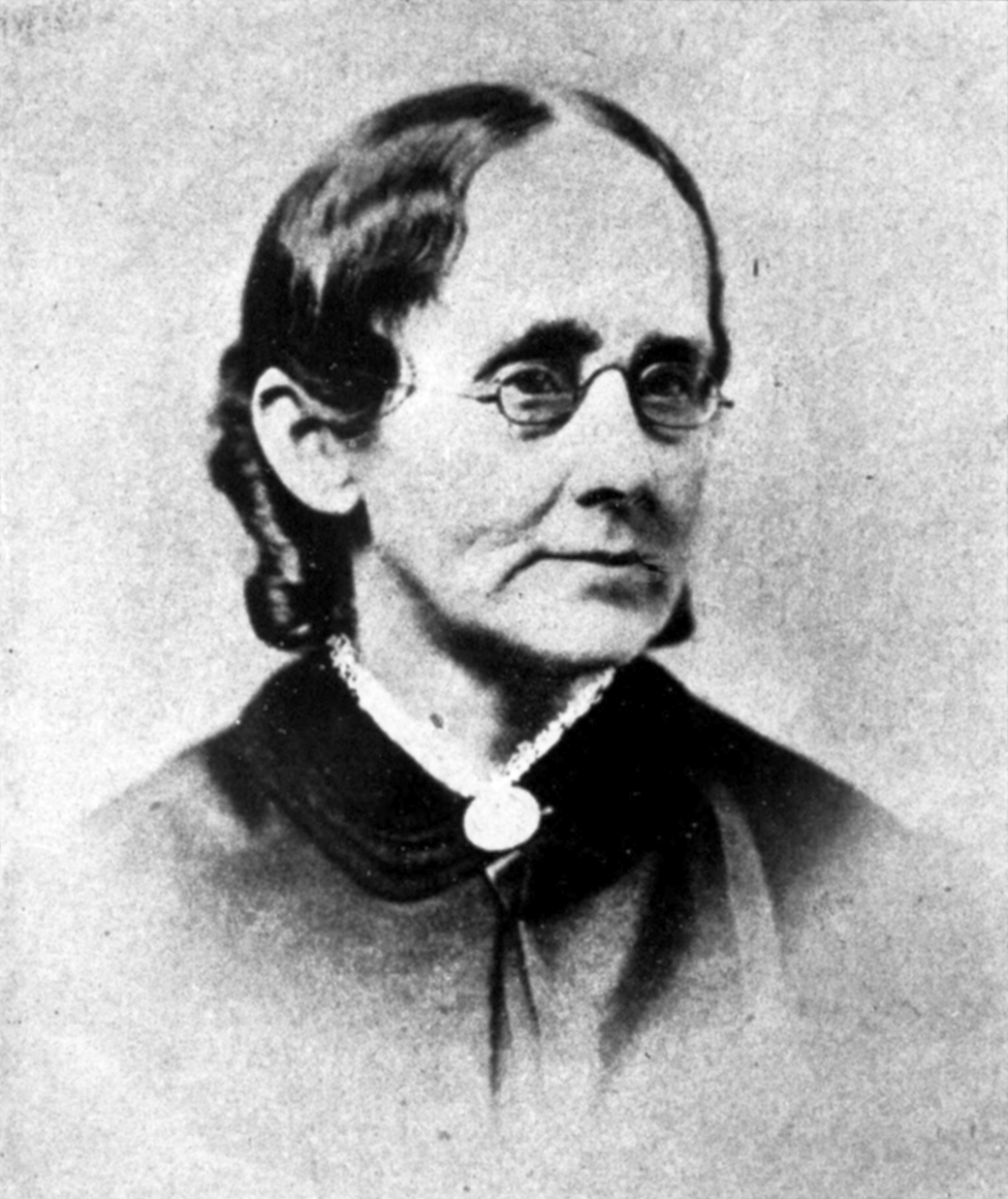
Portrait of Mary Peabody Mann

メアリー・テイラー・ピーボディ・マン（Mary Tyler Peabody Mann、1805年11月16日 - 1887年2月11日)は、アメリカ合衆国の教師・作家。教育改革者で政治家だったホーレス・マンの妻であった。マサチューセッツ州ケンブリッジポートの生まれで、同じマサチューセッツ州のジャマイカ・ブレインで慢性気管支炎で亡くなった。

## 青年期
メアリー・テイラー・ピーボディ・マンは、ナサニエル・ピーポディ医師とエリザベス・パルマー・ピーボディの娘として生まれる。彼女には、社会改革家で教育者で、幼稚園設立のパイオニアでもある姉のエリザベス・ピーボディと画家でナサニエル・ホーソンの妻になった妹のソフィア・ピーボディ・ホーソンがいる。彼女の3人の兄弟、ナサニエル・クランチ・ピーボディ、ジョージ・フランシス・ピーボディ、そしてウェリントン・ピーボディは、姉妹たちのような名声を得ることはなかった。
メアリー・ピーボディと彼女の姉妹、兄弟たちは、貧困そのものの中で育った。両親であるナサニエル・ピーボディとエリザベスが結婚した時、彼らは学校の教師をしていて、自分たちの家の応接間を教室に提供しなくてはならないほどだった。ピーボディ夫人は夫に医者になるように勧めた。
彼は歯科医となったが、彼は臨床よりも研究が好きで、口腔ケアや患者の治療へのハープ薬の効果について論文を書く方が好きで、その結果、妻の教師としての給与が一家の家計を支えた。
メアリー・ピーボディは、マサチューセッツ州セーラムで育ち、メイン州の学校で教えるために18歳で家を出た。その後、彼女は姉のエリザベスのやっている小さな子どもたちのための学校の仕事を手伝うためにボストンに移り、20歳代半ば、エリザベスとメアリーは、一緒に賄いつきの下宿に移り住むことになった。ジェームス・フリーマン・クラークの母親でもあるレベッカ・クラーク夫人の家には、1833年、ホーレス・マンも住むようになった。その後、メアリーは病弱の妹ソフィーに付き添ってキューバに出かけた。エリザベス・ピーボディとホーレス・マンは、メアリーの留守の間に兄弟姉妹のように親しく、知的な結びつきを育んだ。
その間、キューバでは、メアリーは、キューバの家族の中で住み込みの女性家庭教師として働いた。彼女がエリザベスとやり取りした手紙の中には数多くのホーレス・マンへの言及がある。 
1835年にボストンに戻ってきて、メアリーは兄弟のジョージとともにイタリアに赴き、そこで教師の職を見つけた。
姉のエリザベスとともに、アモス・ブロンソン・オルコットの寺院学校を一時手伝った時期を途中挟んで、メアリーはセーラムに戻ってきた。ここで彼女は、自宅で小さな子どもたちのための学校を始め、これで成功を果たし、子供や親のための著述を開始した。
かれこれするなか、1837年、マサチューセッツ州の教育委員会の事務局長に任命され、州知事の秘書官にして補佐として多大な政務をこなした。
教育委員会の力の及ぶ範囲は限られていたが、メアリーの働きにより、マンは学校の問題に関する世間の意見を集約し、教員の給与改善のための公的援助を獲得し、教員の研修活動を進めることにより、州立の学校や教員養成学校の増設を果たすことが出来た。
ホーレス・マンを助言し、手助けすることで、メアリーは自身の執筆のための時間も捻出することが出来るようになった。彼女の児童書『フラワーピープル、お花自身が教えてくれる。図版多数』（The Flower People: Being an Account of the Flowers by Themselves; Illustrated with Plates）は、1838年に刊行された。メアリーというどこにでもありふれた名前の小さな女の子とひとつひとつの庭の草花についてのお話を集めた一種の園芸ガイド本である。クロッカスやスミレ、アネモネ、さらにはグラジオラスといった草花との空想のおしゃべりをあつめた本は子どもたちや親たちの間で好評を博した。ほとんどの伝記作家が、見解を同じくしているのはメアリーが最初の瞬間からホーレス・マンに一目惚れしていたということである。
反対に、マンは最初の妻の死のショックから立ち直れず、経済的にも唯一の兄弟の負債の肩代わりをしなくてはならないことで、メアリーに10年間も自分の感情を吐露することができなかった。
1843年5月1日、ホーレス・マンは、メアリー・ピーボディとボストンのピーボディ家で11時30分に結婚する。12時30分には新婚カップルは、ヒベルニア号でヨーロッパへ新婚旅行に出かけた。メアリーは、当時36歳だった。

## 結婚
新婚カップルのサミュエル・グリッドリー・ハウとジュリア・ウォードが、まだ新婚気分の抜け切らないマン家にやってきて、刑務所や精神障害者の隔離施設やさらに視覚障害者や聴覚障害者の施設の見学に出かけた。この見学旅行は、一種の新婚旅行の一部で、社会改革に燃えた二組の新婚カップルにとっては一種のワーキングホリディのようなものでもあった。
マン家には３人の子供があった。ホーレス・マン・ジュニアは、1844年2月25日生まれ、ジョージ・コンボ・マンは1845年12月27日生まれ、ベンジャミン・ピックマン・マンは1848年4月30日の生まれ。
ホーレス・マンは、1848年、アメリカ合衆国議会で前大統領ジョン・クインシー・アダムズの議席を引き継ぎ下院議員となるために、教育委員会事務局長の職を辞した。
議会では、彼は自らが熱烈な奴隷制反対論を展開した。1853年、彼はオハイオ州、イエロースプリングのアンチオーク大学の学長職を引き受ける。これは新しい男女共学で、どの宗派にも偏らない、またアフリカ系のアメリカ人にも平等に教育機会を認める大学であった。
メアリー・ピーボディは学長の妻と腹心の役を勤めた。
ホーレス・マンがアンチオーク大学の学長の職を全うしながら社会的な病苦の駆逐に尽力している間、メアリーもまた改革者の役に勤しんでいた。飽食は、かつてメアリーがキャンペーンを張ったことのある不道徳の一つであった。『台所のキリスト教: 生理学的な料理本』は、健康な食を薦める道徳的な手引きとして提案されたものである。
自分の家族の健康を維持管理するため最新の科学的な知識を身につけることは主婦の義務である、とメアリーは信じていた。科学者の研究を引用しながら、彼女は読者に贅沢で高脂肪の食事を摂ることへの警告を発し、ほどほどの香辛料と飲酒の節制を訴えた。

## 未亡人となって
1859年、夫の死を契機に、メアリーと家族はマサチューセッツ州に戻った。夫の伝記を執筆し、彼の著作の編纂は、彼女の悲哀を慰めるのに功を奏した。『ホーレス・マンの生涯と著作』には、メアリーへの言及はたったの一箇所しかない。
10年と立たないうちに、彼女は夫を埋葬しなくてはならなかった。メアリーの長男は、24歳で亡くなった。
未亡人になって、メアリーは教育に関する様々な話題について（たとえどんなに遠回しにであろうとも）さまざまな雑誌に執筆し、スペイン語の本の翻訳をし、息子のしつけもやり、慈善活動に積極的に参加し、ボストンでは姉のエリザベスの幼稚園の仕事を手助けした。
彼女のエッセイ「幼児の文化」（Culture of Infancy）は、1863年エリザベス・ピーボディの「幼稚園ガイド」と一緒に小冊子『幼児の文化と幼稚園ガイド、お遊戯のための音楽付き』として出版された。
メアリーとエリザベスが手を組んでやった仕事の中には、サラ・ウィネマッカ・ホプキンスの講演活動も含まれている。この人はネイティブ・アメリカンとして、初めて英語で本を書き、著作権を持つようになった人として知られている。
さらに、メアリーはホプキンスに自身の本を書くことを勧めた。これで執筆されたのが『パイユート族との生活、彼らの悪と犯罪』（1833年）である。
彼女は80歳になって、最初の小説『ジョアニータ: 50年前、キューバでの実際のくらしの物語』を書き始めた。これは彼女の没後発表された。
エリザベス・ピーボディは、「この物語はフィクションではあるが、基本的に登場人物や主だった重要な出来事は実際のものである。－著者に、本人が死ぬまでこの本の公開をためらわせたのはそれが理由である。.... 彼女がこの本の仕上がりにこだわりすぎて、彼女の生前に出版までこぎつけなかったのは単なる偶々そうなったというだけのことである」とコメントしている。

## 死
メアリー・テイラー・ピーボディ・マンは、1887年2月11日、マサチューセッツ州ボストンで亡くなった。

## 著作
- The Flower People: Being an Account of the Flowers by Themselves; Illustrated with Plates (Boston: Lee and Shepard, 1888, o.p. 1838). 
  - 1875 ed., illustrated by Mrs. G.P. Lathrop
- Christianity in the Kitchen, a Physiological Cook-Book (Boston: Ticknor and Fields, 1857).
- with Elizabeth Palmer Peabody, Moral Culture of Infancy, and Kindergarten Guide: With Music for the Plays (Boston: T.O.H.P. Burnham, 1863).
- Life Among the Piutes: Their Wrongs and Claims. Cupples, Upham & Company, G. P. Putnam's Sons, New York, and by the author. (1883) 2012年8月24日閲覧。
- Life and Works of Horace Mann (3 vols. 1865-68; extended edition in 5 vols., ed. by G. C. Mann, 1891).
- "New Methods for Improving Domestics." Herald of Health (1869).
- "A Woman's View of Intemperance." Arthur's Lady's Home Magazine (1872).
- Juanita: A Romance of Real Life in Cuba Fifty Years Ago (D. Lothrop Co., 1887).

## 読書案内
- Megan Marshall, The Peabody Sisters: Three Women Who Ignited American Romanticism (Boston: Houghton Mifflin Company, 2005).
- Louise Hall Tharp, Until Victory: Horace Mann and Mary Peabody (Boston: Little, Brown, 1953).
- Monika M Elbert, Julie E Hall, and Katharine Rodier, eds., Reinventing the Peabody Sisters (Iowa City: University of Iowa Press, 2006).
- Robert L. Straker, “Thoreau's Journey to Minnesota,” The New England Quarterly 14 (September 1941): 549-555.
- Lura Rogers Seavey, More Than Petticoats: Remarkable Massachusetts Women (The Globe Pequot Press, 2005).